# Lubumbashi (commune)
Pour les articles homonymes, voir Lubumbashi (homonymie).
La commune de Lubumbashi est une commune du centre de la ville de Lubumbashi en République démocratique du Congo. Elle a été progressivement réduite en superficie à la suite de la scission de Kamalondo au début du XXe siècle et de Kampemba en 1972.

## Quartiers
- Gambela
- Gambela II
- Kalubwe
- Kiwele
- Lido golf
- Lumumba
- Malela
- Météo
- Kabulameshi
- Makutano
- Mampala gecamine
- Baudoin
- Makomeno
- La légende